# La Fille de Shanghai
Pour plus de détails, voir Fiche technique et Distribution.
La Fille de Shanghai (Daughter of Shanghai) est un film américain sorti en 1937 réalisé par Robert Florey. Le film innove dans le fait que des acteurs américains d'origine asiatique tiennent les rôles principaux. C'est aussi l'un des premiers films d'Anthony Quinn.

## Synopsis
Lan Ying Lin et Kim Lee, agents du gouvernement, livrent une bataille anti-contrebandiers.

## Fiche technique
- Titre original : Daughter of Shanghai
- Titre français : La Fille de Shanghai
- Réalisation : Robert Florey
- Scénario : Gladys Unger et Garnett Weston et William Hurlbut (dialogues additionnels)
- Production : Harold Hurley  et Edward T. Lowe Jr.
  - Production déléguée : William LeBaron
- Photographie : Charles Edgar Schoenbaum
- Montage : Ellsworth Hoagland
- Durée : 62 minutes
- Pays de production :  États-Unis
- Couleur : Noir et blanc
- Format : 1,37 : 1
- Son : Mono (Western Electric Mirrophonic Recording)
- Dates de sortie : 
  - États-Unis : 17 décembre 1937
  - France : 1er mars 1939

## Distribution

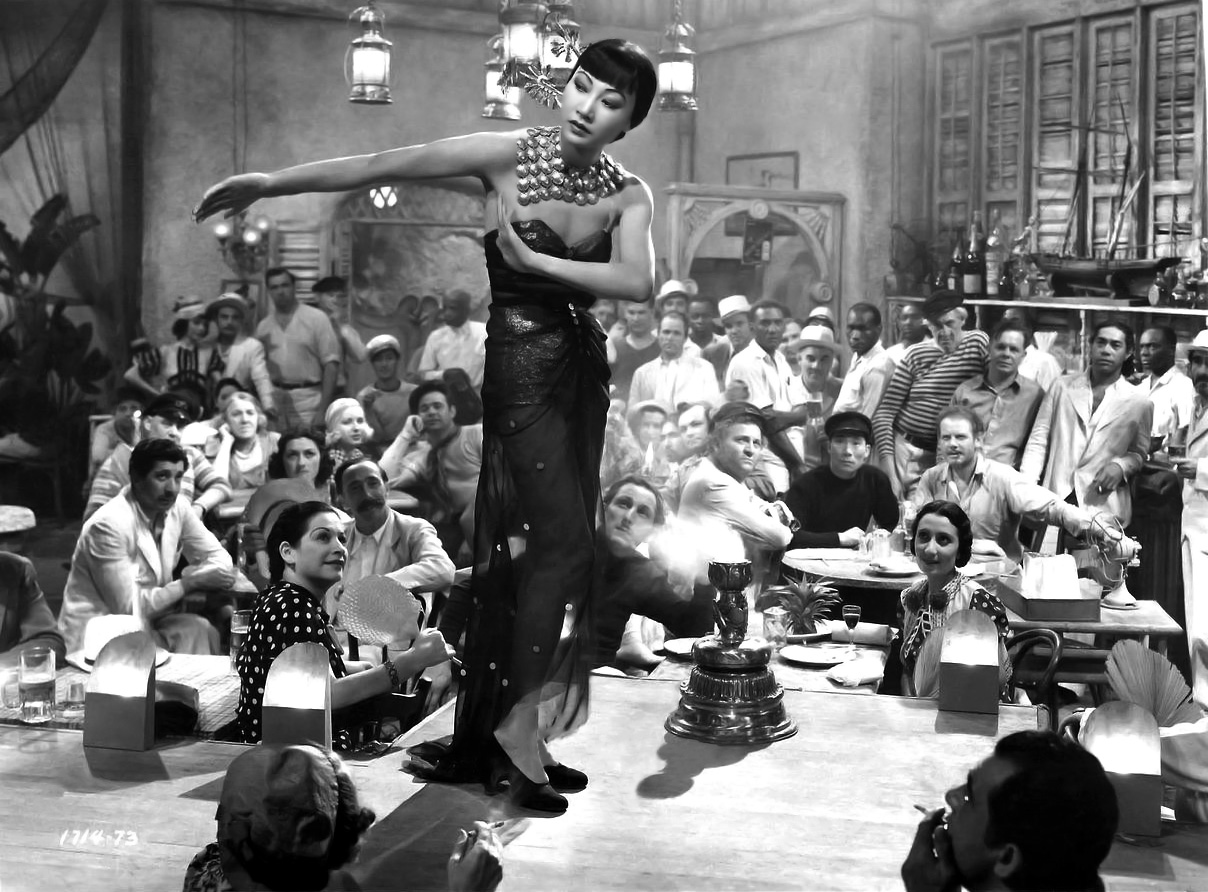
Anna May Wong dans une scène du film.

- Anna May Wong : Lan Ying Lin
- Philip Ahn : Kim Lee
- Charles Bickford : Otto Hartman
- Buster Crabbe : Andrew Sleete
- Cecil Cunningham : Mme Mary Hunt
- J. Carrol Naish : Frank Barden
- Evelyn Brent : Olga Derey
- Anthony Quinn : Harry Morgan
- John Patterson : James Lang
- Fred Kohler : Capitaine Gulner

Acteurs non crédités :
- Mae Busch : Lil
- Frank Sully : Jake Kelly
- Charles C. Wilson : Schwartz